# Cá Thái dương
Cá Thái dương hay cá mặt trời (Danh pháp khoa học: Centrarchidae) là một họ cá gồm các loài cá nước ngọt trong Lớp Cá vây tia (Actinopterygii) và theo truyền thống xếp trong bộ Cá vược (Perciformes), nhưng gần đây được phân loại lại như là thuộc phân bộ Centrarchoidei của bộ Centrarchiformes.
Họ này gồm có 8 chi với 38 loài và có nguồn gốc từ Bắc Mỹ. Nhiều loài trong họ này dùng để phục vụ cho trò chơi câu cá thể thao, nhưng cũng có một số loài trong chúng là loài xâm lấn, điển hình là cá vược miệng rộng. Chúng thỉnh thoảng được gọi là sunfish, perch hay bream. Chúng là loài bản địa của Bắc Mỹ, và thường được phát hiện ở các sông suối dọc theo phần phía đông của Mỹ.

## Đặc điểm
Centrarchidae là những loài cá vược sống vùng nước ấm, và thỉnh thoảng được gọi là sunfish, perch hay bream. Chúng là loài bản địa của Bắc Mỹ, và thường được phát hiện ở các sông suối dọc theo phần phía đông của Mỹ. Những loài cá này có đặc điểm là vây nhiều tia và gai, có thể gây đau đớn cho những ngư dân lơ đễnh. Centrarchidae cũng là những loài cá vược sống vùng nước ấm.

## Tập tính
Loài cá vược nước ấm nổi tiếng nhất có lẽ là cá vược miệng rộng, được gọi như vậy vì miệng nó kéo dài ra phía sau mắt, cho phép nó có thể nuốt những con mồi lớn. Cá thuộc loài này thường có màu xanh bùn, và thích ẩn nấp bên dưới những cây cỏ hay những cấu trúc nhân tạo để rình mồi. Nhiều loài cá vược là các loài cá câu thể thao, điều này có nghĩa là, sau khi bị bắt, chúng được thả ra, mặc dầu một số loài cũng được ăn thịt. Nhiều khu vực có những hạn chế về loài và kích thước cá có thể bắt, và những tay câu phải làm quen với những quy định này trước khi khởi hành một chuyến câu cá.

## Phân loại
- Phân họ Centrarchinae
  - Centrarchus
  - Enneacanthus
  - Tông Archoplitini
    - Pomoxis
    - Archoplites
    - Ambloplites
- Phân họ Lepominae
  - Lepomis
  - Micropterus
- incertae sedis
  - Acantharchus